# Ігнасіо Аліседа
Ігнасіо Аліседа (ісп. Ignacio Aliseda, нар. 14 березня 2000, Буенос-Айрес) — аргентинський футболіст, півзахисник швейцарського «Лугано».
Виступав за молодіжну збірну Аргентини. 

## Клубна кар'єра
Народився 14 березня 2000 року в Буенос-Айресі. Вихованець футбольної школи клубу «Дефенса і Хустісія». Дорослу футбольну кар'єру розпочав 2018 року в основній команді того ж клубу, в якій провів два сезони, взявши участь у 27 матчах чемпіонату. 
2020 року перебрався до клубу «Чикаго Файр». Відіграв за команду з Чикаго два роки, де мав регулярну ігрову практику.
На початку 2022 року перейшов до швейцарського «Лугано». Того ж року допоміг команді здобути Кубок Швейцарії.

## Виступи за збірну
2019 року залучався до складу молодіжної збірної Аргентини. На молодіжному рівні зіграв у 2 офіційних матчах.

## Титули і досягнення
- Володар Кубка Швейцарії (1):

«Лугано»: 2021-2022